# Kecamatan Kotaagung (distrikt i Indonesien, Sumatera Selatan)
Kecamatan Kotaagung (indonesiska: Kotaagung) är ett distrikt i Indonesien.   Det ligger i provinsen Sumatera Selatan, i den västra delen av landet, 400 km nordväst om huvudstaden Jakarta.